# متنزه نابيج الحكومي
متنزه نابيج الحكومي هو متنزه حكومي يقع في إيست هامبتون، مقاطعة سوفولك، نيويورك، ويغطي مساحة 1,364 فدانًا (5.52 كيلومترًا مربعًا). يمتد هذا المتنزه غير المطور على العرض الضيق الكامل لـ ساوث فورك في لونغ آيلند، وتمتد من المحيط الأطلسي إلى خليج جاردنرز وبلوك آيلاند جاب. تقع الحديقة على جانبي طريق مونتوك السريع (طريق نيويورك 27)، على «خط نابيج سبير» بين أماجانسيت ومونتوك. تقع قرية نبيج على حافة المتنزه.

## تاريخ
تم شراء الأرض في متنزه ولاية نابيج الحكومي في الأصل من قبل الاتحاد الدولي لحفظ الطبيعة والموارد الطبيعية في عام 1976 وانتقلت إلى ولاية نيويورك في عام 1978. تتكون الأرض بشكل أساسي من الأراضي الرطبة التي اجتاحت لونغ آيلاند في عام 1938 بسبب الإعصار العظيم.
المتنزه كان موقع تحطم طائرة الخطوط الجوية الأمريكية رقم 1502 في عام 1961، مما أسفر عن مقتل 6 أشخاص كانوا على متنها.

## وصف
بالكاد يسمح المتنزه بالبنية التحتية أو التخييم، ويتم تشغيل المتنزه بواسطة متنزه هيذر هيلز الحكومية القريبة. أكثر السمات الطبيعية الفريدة هي ساحل المحيط الأطلسي البكر، ولأن الطيور المهددة بالانقراض تعشش بالقرب من الساحل، فإنها عادة ما تغلق في الصيف.
أحد المعالم البارزة في المتنزه هو مصنع سميث ميل فيش المهجور في خليج غاردنرز، والمعروف باسم أرض الميعاد. عبرت عبّارة عبر الصوت (عبّارة عبر الصوت)عن أملها في البدء من «الأرض الموعودة»، عبر لونغ آيلاند ساوند (لونغ آيلاند ساوند) إلى نيو لندن، كونيتيكت خدمة العبارات، مما تسبب في جدل. لا توجد حاليًا خدمة تربط بين ساوث فورك في لونغ آيلاند وكونيتيكت وكازينوهات فوكسوودز و موهيغان صن التابعة لها. خدمة العبارات الوحيدة هي من النقطة الشرقية لنورث فورك إلى الطرف الشرقي من لونج آيلاند، وقال سكان نورث فورك إن هذا تسبب في اختناقات مرورية على طريقها ذي المسارين. حتى الآن، عارضت إيست هامبتون أي اقتراح لبدء خدمات العبارات هناك.